# Regionalliga West (1963-74)
La Regionalliga West fue la segunda liga de fútbol más importante de Alemania desde la creación de la Bundesliga hasta la creación de la 2. Bundesliga en 1974.

## Historia
Fue creada en el año 1963 tras de la creación de la Bundesliga como la nueva primera división de fútbol de Alemania. Comprendía la región de Renana del Norte-Westfalia, la región más poblada de Alemania y era la liga sucesora de la 2. Oberliga West como la nueva segunda división alemana con 20 clubes en su temporada inaugural junto a otras cuatro Regionalligen divididas geográficamente.
El primer y segundo lugar de cada temporada tenían el derecho de disputar la promoción por el ascenso a la Bundesliga, aunque no de manera directa hasta que la liga desapareció en 1974 luego de que se creara la Zweite Bundesliga como la nueva segunda división de Alemania.

### Renacimiento de la Liga
En 1994 se reestableceron las Regionalligen pero como ligas de tercera división, y en el 2008 la liga fue refundada con el mismo nombre de Regionalliga West, pero como liga de cuarta categoría.

## Ediciones Anteriores
| Season  | Winner                   | Runner-Up            |
| 1963-64 | Alemannia Aachen         | Wuppertaler SV       |
| 1964-65 | Borussia Mönchengladbach | Alemannia Aachen     |
| 1965-66 | Fortuna Düsseldorf       | Rot-Weiss Essen      |
| 1966-67 | Alemannia Aachen         | Schwarz-Weiss Essen  |
| 1967-68 | Bayer Leverkusen         | Rot-Weiss Essen      |
| 1968-69 | Rot-Weiss Oberhausen     | Rot-Weiss Essen      |
| 1969-70 | VfL Bochum               | Arminia Bielefeld    |
| 1970-71 | VfL Bochum               | Fortuna Düsseldorf   |
| 1971-72 | Wuppertaler SV           | Rot-Weiss Essen      |
| 1972-73 | Rot-Weiss Essen          | Fortuna Köln         |
| 1973-74 | SG Wattenscheid 09       | Rot-Weiss Oberhausen |

- En Negrita los equipos que lograron el ascenso a la Bundesliga.

## Equipos por temporada
| Club                     | 64 | 65 | 66 | 67 | 68 | 69 | 70 | 71 | 72 | 73 | 74 |
| ------------------------ | -- | -- | -- | -- | -- | -- | -- | -- | -- | -- | -- |
| Borussia Mönchengladbach | 8  | 1  | B  | B  | B  | B  | B  | B  | B  | B  | B  |
| VfL Bochum               |    |    | 12 | 4  | 5  | 3  | 1  | 1  | B  | B  | B  |
| Fortuna Düsseldorf       | 3  | 3  | 1  | B  | 6  | 4  | 4  | 2  | B  | B  | B  |
| Wuppertaler SV           | 2  | 6  | 5  | 7  | 15 | 5  | 3  | 3  | 1  | B  | B  |
| Rot-Weiß Essen           | 10 | 7  | 2  | B  | 2  | 2  | B  | B  | 2  | 1  | B  |
| Fortuna Köln             |    |    |    |    | 16 | 13 | 14 | 4  | 3  | 2  | B  |
| SG Wattenscheid 09       |    |    |    |    |    |    | 8  | 13 | 12 | 5  | 1  |
| Rot-Weiß Oberhausen      | 7  | 4  | 4  | 6  | 3  | 1  | B  | B  | B  | B  | 2  |
| Bayer Uerdingen          |    |    |    |    |    |    |    |    | 7  | 3  | 3  |
| 1. FC Mülheim            |    |    |    |    |    |    |    |    |    | 8  | 4  |
| Preußen Münster          | B  | 8  | 6  | 9  | 13 | 14 | 7  | 9  | 11 | 13 | 5  |
| Borussia Dortmund        | B  | B  | B  | B  | B  | B  | B  | B  | B  | 4  | 6  |
| Alemannia Aachen         | 1  | 2  | 3  | 1  | B  | B  | B  | 6  | 4  | 6  | 7  |
| Schwarz-Weiß Essen       | 13 | 9  | 7  | 2  | 7  | 6  | 5  | 11 | 5  | 12 | 8  |
| DJK Gütersloh            |    |    |    |    |    |    | 10 | 8  | 13 | 9  | 9  |
| Rot-Weiß Lüdenscheid     |    |    |    |    |    |    |    |    |    |    | 10 |
| SpVgg Erkenschwick       |    |    |    |    |    |    | 15 | 15 | 6  | 10 | 11 |
| Sportfreunde Siegen      | 18 |    |    |    |    |    |    |    |    | 7  | 12 |
| Arminia Gütersloh        |    |    |    |    |    |    |    |    | 9  | 16 | 13 |
| Arminia Bielefeld        | 11 | 5  | 10 | 3  | 4  | 7  | 2  | B  | B  | 11 | 14 |
| Union Solingen           |    |    |    |    |    |    |    |    |    |    | 15 |
| STV Horst-Emscher        | 15 | 17 | 18 |    |    |    |    |    |    |    | 16 |
| Westfalia Herne          | 6  | 12 | 15 | 11 | 17 |    |    | 12 | 14 | 15 | 17 |
| Viktoria Köln            | 5  | 10 | 9  | 13 | 10 | 16 | 12 | 10 | 17 |    | 18 |
| Eintracht Gelsenkirchen  |    | 13 | 16 | 12 | 14 | 18 |    | 5  | 10 | 14 |    |
| Bayer Leverkusen         | 12 | 16 | 14 | 10 | 1  | 8  | 11 | 7  | 8  | 17 |    |
| Lüner SV                 | 20 |    |    |    | 8  | 10 | 6  | 14 | 15 | 18 |    |
| VfR Neuß                 |    |    |    | 8  | 12 | 9  | 9  | 16 | 16 |    |    |
| VfL Klafeld              |    |    |    |    |    |    |    |    | 18 |    |    |
| Bonner SC                |    |    |    | 17 |    | 15 | 13 | 17 |    |    |    |
| SF Hamborn 07            | 14 | 14 | 8  | 5  | 9  | 11 | 16 | 18 |    |    |    |
| SSVg Velbert             |    |    |    |    |    |    | 17 |    |    |    |    |
| TSV Marl-Hüls            | 4  | 15 | 13 | 14 | 11 | 12 | 18 |    |    |    |    |
| Eintracht Duisburg       | 9  | 11 | 11 | 18 |    | 17 |    |    |    |    |    |
| VfB Bottrop              | 17 |    | 17 |    | 18 |    |    |    |    |    |    |
| SSV Hagen                |    |    |    | 15 |    |    |    |    |    |    |    |
| Hammer SpVg              |    |    |    | 16 |    |    |    |    |    |    |    |
| Homberger SV             |    | 18 |    |    |    |    |    |    |    |    |    |
| SpVgg Herten             | 16 |    |    |    |    |    |    |    |    |    |    |
| Duisburg 48/99           | 19 |    |    |    |    |    |    |    |    |    |    |

Fuente:

### Simbología
| Símbolo | Significado                                |
| ------- | ------------------------------------------ |
| B       | Bundesliga                                 |
| Lugar   | Liga                                       |
| Blanco  | Jugó en una liga inferior en esa temporada |